# Annona saffordiana
Annona saffordiana R.E.Fr. – gatunek rośliny z rodziny flaszowcowatych (Annonaceae Juss.). Występuje endemicznie w Brazylii – w stanach Bahia, Paraíba oraz Minas Gerais. 

## Morfologia
PokrójZimozielony krzew dorastający do 2 m wysokości.
LiścieMają kształt od owalnego do eliptycznego. Mierzą 4–8 cm długości oraz 1,5–5 cm szerokości. Liść na brzegu jest całobrzegi. Wierzchołek jest ostry.

## Biologia i ekologia
Rośnie w cerrado.